# Cinnamomum mercadoi
Cinnamomum mercadoi là loài thực vật có hoa trong họ Nguyệt quế. Loài này được S.Vidal miêu tả khoa học đầu tiên năm 1886.